# Гумбіно
Гу́мбіно (рос. Гумбино, башк. Гөмбә) — присілок у складі Аскінського району Башкортостану, Росія. Входить до складу Кашкинської сільської ради.
Населення — 141 особа (2010; 188 у 2002).
Національний склад:
- башкири — 99 %